# Lysacris tibialis
Lysacris tibialis är en insektsart som först beskrevs av Gerstaecker 1889.  Lysacris tibialis ingår i släktet Lysacris och familjen gräshoppor. Inga underarter finns listade i Catalogue of Life.